# الحلم الأمريكي

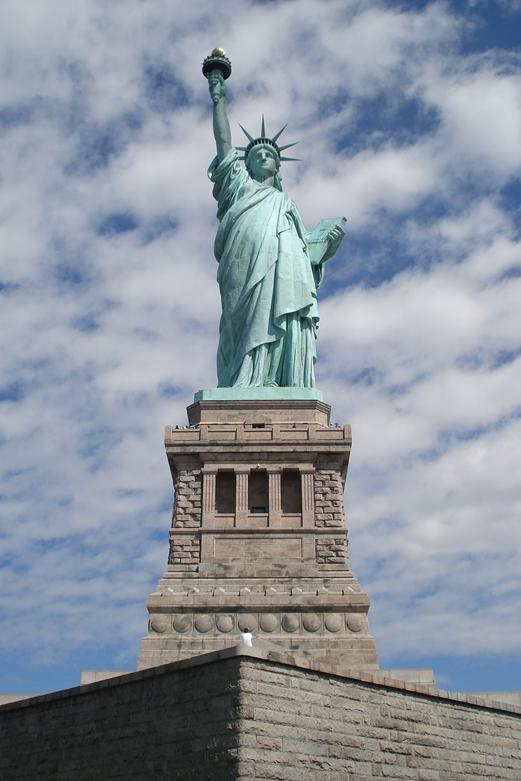
كان تمثال الحرية الوجهة الأولى لكثير من المهاجرين إلى الولايات المتحدة الأمريكية، لأنه يمثل الاستقلال، والحرية الشخصية.التمثال يعد رمز للولايات المتحدة، والحلم الأميركي.

الحلم الأميركي هو الروح الوطنية لشعب الولايات المتحدة الأمريكية، والتي يرى من خلالها أن هدف الديمقراطية هو الوعد بتحقيق الازدهار.ويشعر المواطنون من كل الطبقات الاجتماعية، في الحلم الأميركي الذي أعرب عنه جيمس تراسلو أدامز عام 1931، بقدرتهم على تحقيق «حياة أفضل وأكثر ثراء وسعادة.» وجاءت فكرة الحلم الأميركي مرسخة في الجملة الثانية من إعلان الاستقلال  والتي تنص على أن «كل الناس قد خلقوا متساوين» ، وأن لهم «بعض الحقوق غير القابلة للتغيير»  والتي تضم «حق الحياة والحرية والسعي وراء تحقيق السعادة».
ويعتقد أن الحلم الأميركي قد ساعد على بناء خبرة أمريكية متماسكة، بينما لامه البعض بسبب توقعاتهم الوخيمة. ولم يساعد وجود الحلم الأميركي معظم الأقليات العرقية ومواطنو الطبقة الدنيا عبر التاريخ في الحصول على قدر أكبر من المساواة والنفوذ الاجتماعي. ولكن على النقيض، يرى البعض أن هيكل الثروة الأمريكية يدعم فكرة التعدد الطبقي لصالح الجماعات ذات المراكز المرموقة.

## نظرة شاملة
ومنذ مطلع القرن التاسع عشر، تعتبر الولايات المتحدة نفسها منارة الحرية والازدهار الذي تحقق من خلال مجموعة من المبادئ الأخلاقية والفلسفية المطروحة من قبل مؤسسيها، والتي تم تنفيذها بشكل مثالى. بالإضافة إلى الثروة الطبيعية ومكافأة العالم الجديد.
وورد معنى «الحلم الاميركي» مرات عديدة على مدار التاريخ.بينما نجد أثره في سحر العالم الجديد—توافر الأراضي واستمرار التوسع الأمريكي—وروح الشعب اليوم تدل ببساطة على القدرة على تحقيق الرفاهية لنفسه من خلال المشاركة في المجتمع الصاخب وثقافة الولايات المتحدة.
يعتقد بأن أمريكا هي الأرض التي تعتمد فيها فرص الإنسان في الحياة على الموهبة والطاقة، وليس على العائلة، أو الثروة، أو الاعتقادات السياسية.
ووفقا لذلك، يشمل الحلم فرصة الأطفال في الحصول على التعليم الأمريكي، وبالتالى فرص العمل المناسبة.إنها الفرصة لاتخاذ القرارات الفردية دون الاعتبار للقيود الطبقية، أو الطائفية، أو الدينية، أو العرقية.

## الأصل
صاغ المؤرخ والكاتب جيمس تراسلو ادامز مصطلح «الحلم الاميركي» عام 1931 في كتابه الملحمة الأمريكية :
| الحلم الأمريكي | الحلم الأمريكي هو الحلم الخاص بالأرض التي يجب أن تكون بها الحياة أفضل وأكثر ثراء لكل الناس، حيث تتيح لكل فرد الفرصة المناسبة طبقا لقدراته وإنجازاته. إنه حلم صعب التفسير بشكل مناسب من قبل الأوروبيون من الطبقة العليا، كما سئم منه العديد منا وأصبحوا لا يصدقونه. إنه ليس مجرد حلم للحصول على سيارة أو مرتب مرتفع، ولنه يسعى إلى تحقيق عدالة اجتماعية لكل رجل وامرأة، وبذلك يصلوا إلى أفضل المستويات ويصبح لديهم القدرة الفطرية على الإنتاج. ومن ثم، ينظر الآخرون إلى هويتهم دون أي اعتبار لمولدهم أو مركزهم.. | الحلم الأمريكي |

كما كتب أيضا:
| الحلم الأمريكي | لم يصبح الحلم الأمريكي، الذي جذب عشرات الملايين من الأمم إلى سواحلنا خلال القرن الماضي، حلم تحقيق الرخاء المادي، على الرغم من أن ذلك كان من في الاعتبار من دون شك. لقد أصبح حلم القدرة على وصول الرجل والمرأة إلى أعلى درجة من التطور دون التقيد بالعوائق التي أقامتها الحضارات القديمة أو الأوساط الاجتماعية التي ظهرت لصالح الطبقات بدلا من أن تكون لصالح الإنسان البسيط الذي ينتمى لأى وكل الطبقات.. | الحلم الأمريكي |

## القرن العشرين والواحد والعشرين
قامت مجموعة من المنظمات المختلفة خلال السنوات الأخيرة بدراسة مصطلح الحلم الأمريكي باعتباره هدف قومي.وتشير نتائج هذه الدراسات إلى أنه خلال فترة التسعينيات وحتى بداية الألفينيات، وهي فترة تتسم بازدهار ثروة الولايات المتحدة، اعترف عددا متزايدا من الناس بفقدانهم الثقة في الحلم الاميركي.